# Sanja Malagurski

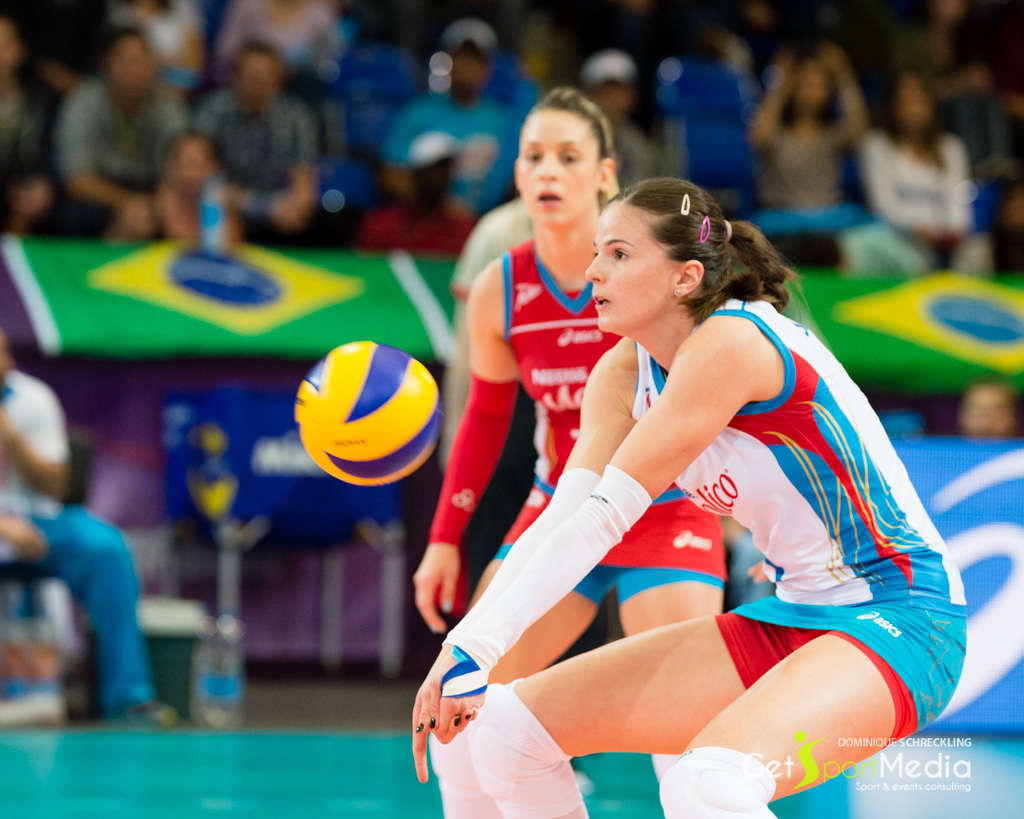
Sanja Malagurski podczas przyjmowania zagrywki w barwach Molico Osasco w Klubowych Mistrzostwach Świata 2014

Sanja Malagurski (cyr. Сања Малагурски) (ur. 8 czerwca 1990 w Suboticy) – serbska siatkarka, reprezentantka kraju, grająca na pozycji przyjmującej i atakującej. 
Podczas rozgrywek Pucharu Świata w 2011 roku, w meczu z Koreą Południową, doznała kontuzji zerwania przednich więzadeł prawego kolana, co wyeliminowało ją z gry do końca sezonu ligowego.

## Przebieg kariery
| Lata                 | Klub                            |
| -------------------- | ------------------------------- |
| 2005–2006            | OK Subotica                     |
| 2006–2008            | Hit Nova Gorica                 |
| 2008–2009            | Metal Galați                    |
| 2009–2011            | Crvena Zvezda Belgrad           |
| 2011–2012            | Asystel Novara                  |
| 2012–2013            | Asystel MC Carnaghi             |
| 2013–2014            | Molico Osasco                   |
| 2014–2015            | KPS Chemik Police               |
| 2015–2016            | Trabzon İdmanocağı              |
| 2016–2017            | Metalleghe Sanitars Montichiari |
| 2017–2018            | Foppapedretti Bergamo           |
| 2019 (od 18.01.2019) | Crvena Zvezda Belgrad           |

## Sukcesy klubowe
Puchar Słowenii:
- 2007, 2008

Mistrzostwo Słowenii:
- 2007, 2008

Puchar Rumunii:
- 2009

Mistrzostwo Rumunii:
- 2009

Puchar Serbii:
- 2010

Puchar CEV:
- 2010
- 2011

Mistrzostwo Serbii:
- 2010, 2011

Puchar Brazylii:
- 2014

Mistrzostwo Brazylii:
- 2014

Klubowe Mistrzostwa Ameryki Południowej:
- 2014

Klubowe Mistrzostwa Świata:
- 2014

Superpuchar Polski:
- 2014

Mistrzostwo Polski:
- 2015

Puchar Challenge:
- 2016

## Sukcesy reprezentacyjne
Mistrzostwa Europy Kadetek:
- 2007

Liga Europejska:
- 2010, 2011

Grand Prix:
- 2011, 2017

Mistrzostwa Europy:
- 2011